# Accel World
Accel World (アクセル・ワールド?, Akuseru Wārudo) è una serie di light novel scritta da Reki Kawahara e illustrata da HiMA. Ventotto volumi sono stati pubblicati dalla ASCII Media Works, sotto l'etichetta Dengeki Bunko, a partire da febbraio 2009. Due manga sono stati serializzati sulla rivista Dengeki Bunko Magazine della ASCII Media Works da aprile 2010; il primo si è concluso nel giugno 2017 mentre il secondo nel giugno 2016. Un terzo manga è stato serializzato su Dengeki Daioh dal gennaio 2012 al giugno 2017. Un adattamento anime di ventiquattro episodi, prodotto dalla Sunrise, è stato trasmesso in Giappone tra il 6 aprile e il 21 settembre 2012. Due videogiochi per PlayStation Portable e PlayStation 3 sono stati pubblicati, ognuno insieme a un episodio OAV, rispettivamente il 13 settembre 2012 e il 31 gennaio 2013. Un film d'animazione basato sulla serie è uscito nei cinema giapponesi il 23 luglio 2016.

## Trama

Gli avatar non accelerati di Haru e Kuroyukihime

Nell'anno 2046 la Neuro-sincronizzazione, un'innovativa tecnologia che permette agli umani di manipolare i propri cinque sensi, si è diffusa al punto tale che la gente può accedere a Internet ed entrare in mondi virtuali con un dispositivo chiamato Neuro-Linker. Haruyuki "Haru" Arita è un ragazzo basso e grassoccio che ha poca autostima di sé a causa del costante bullismo nei suoi confronti da parte di alcuni compagni di scuola. Per sfuggire ai tormenti della sua vita, Haru si connette al mondo virtuale della scuola, dove gioca da solo a squash e riesce sempre a piazzare record e punteggi incredibili.
Un giorno Haru attira l'attenzione di "Kuroyukihime", la vicepresidentessa del consiglio studentesco, la quale gli offre il Brain Burst, un programma segreto che permette ad una persona di far sembrare il tempo intorno a lei immobile, "accelerando" a dismisura nel mondo reale le proprie onde cerebrali. Sfortunatamente c'è un limite entro il quale una persona può accelerare dato che ogni accelerazione costa dei punti in Brain Burst e il modo più semplice per accumularne di nuovi è sconfiggere in combattimento altri utilizzatori di Brain Burst nel picchiaduro multiplayer di massa online del mondo virtuale (VRMMO) del programma. Tuttavia, se un utilizzatore arriva a un punteggio pari a zero, il programma Brain Burst si disinstallerà automaticamente e bloccherà ogni tentativo di rinstallazione, facendogli così perdere per sempre la possibilità di accelerare di nuovo. Inoltre un utilizzatore di Brain Burst può dare solo una singola copia del gioco. A causa della natura di Brain Burst, l'installazione può fallire se non vengono soddisfatti determinati requisiti. Per installare con successo il Brain Burst, un potenziale utilizzatore deve avere un Neuro-Linker installato dalla nascita e deve essere capace di gestire un'attività cerebrale intensa. Ogni utilizzatore può distribuire il programma una sola volta, anche nel caso in cui l'installazione fallisca. Gli utilizzatori di Brain Burst sono conosciuti come "Burst Linker".
Kuroyukihime vuole che Haru l'aiuti a raggiungere il livello 10, il massimo livello realizzabile, allo scopo di riuscire a incontrare l'inventore di Brain Burst e scoprire il suo vero obiettivo. Ma per poter fare ciò, Kuroyukihime deve prima sconfiggere gli altri cinque utilizzatori di livello 9, conosciuti insieme a lei come "I Sei Re del Colore Puro", capi delle sei più potenti fazioni nel mondo di Brain Burst. Per avergli concesso questo programma ed averlo aiutato a far espellere dalla scuola i bulli che lo opprimevano, Haru accetta di supportare Kuroyukihime con l'intenzione non solo di ripagarla, ma anche di superare le proprie debolezze.

## Terminologia
Direct Link
Il comando di base che chiunque con un Neuro-Linker può usare per connettersi al mondo virtuale non accelerato della rete locale. Da lì, un utilizzatore può incontrarsi con gli amici, divertirsi con giochi e provare simulazioni. "Direct Linking" inoltre si riferisce a quando due o più persone connettono fisicamente i loro Neuro-Linker tramite un cavo, dandosi l'un l'altro l'accesso ai file personali, pensieri e ricordi. Questa azione viene considerata un tabù sociale se fatta in pubblico, riservata solo a quelli con un certo livello di intimità.
Burst Linker
Un nome dato agli utilizzatori di Brain Burst. Per diventare un Burst Linker, un individuo deve avere un Neuro-Linker sin dalla nascita e deve installare con successo il software Brain Burst su di esso. Dopo la corretta installazione, l'utilizzatore ottiene 100 Punti Burst e un avatar accelerato con delle abilità che rispecchiano la sua personalità. Un Burst Linker inizia al livello 1 e può aumentare il suo livello spendendo i Punti Burst ottenuti da altri utilizzatori o sconfiggendo mostri nel Campo Illimitato. Un utilizzatore di livello 9 può raggiungere il livello 10 soltanto eliminando gli altri 6 utilizzatori di livello 9 in combattimento. Finora nessun utilizzatore ha raggiunto il livello 10 e ci sono diverse ipotesi su cosa accadrà se qualcuno riuscirà a farcela.
Punti Burst
Esistono dei punti necessari per l'utilizzo dei comandi d'accelerazione di Brain Burst. Dopo la corretta installazione di Brain Burst l'utilizzatore riceve 100 punti. Ogni vittoria contro un avversario dello stesso livello attribuisce 10 punti, mentre ogni sconfitta prende 10 punti. Più è alto il livello dell'avversario sconfitto, più sono i punti ottenuti. L'unica eccezione è durante un duello tra utilizzatori di livello 9, dove il vincitore prende tutti i punti del perdente. L'unico modo per ottenere Punti Burst è vincere duelli insieme ad altri Burst Linker o combattere nemici nel Campo Illimitato. I Punti Burst possono anche essere spesi per comprare oggetti speciali nel "Negozio" o per avanzare al livello successivo. Se un utilizzatore perde tutti i suoi punti, il Brain Burst si disinstalla forzatamente e permanentemente, cancellando anche tutti i ricordi relativi al Mondo Accelerato.
Burst Link
Questo è il normale comando d'accelerazione. Può essere usato immediatamente dopo l'installazione di Brain Burst. Consuma un Punto Burst per permettere ai pensieri di accelerare di 1000 volte. Dura fino a un massimo di 1.8 secondi nel mondo reale, ovvero 1800 secondi (o 30 minuti) di accelerazione. Può essere fermato prima con il comando Burst Out. Quando accelerato, l'avatar dell'utilizzatore viene espulso dal corpo. Gli oggetti nel mondo reale, incluso il corpo del Burst Linker, non possono essere mossi durante l'accelerazione, anche se è possibile sfidare altri Burst Linker a duello o controllare la lista degli utilizzatori online.
Unlimited Burst
Questo è il comando per entrare nel Campo Illimitato, disponibile solo agli utilizzatori di livello 4 o superiore. Consuma 10 Punti Burst per accelerare alla stessa velocità di un normale Burst Link.
Campo Illimitato
Altresì conosciuto come il Campo Neutrale Illimitato, è l'ambiente dove entra un Burst Linker dopo aver usato il comando Unlimited Burst. In questo luogo un Burst Linker non è costretto a combattere un unico nemico per un periodo di tempo limitato, ma è essenzialmente libero di combattere con chiunque e per quanto tempo vuole a suo piacimento. Pur avendo molta liberta, i Burst Linker che vi prendono parte sentiranno tuttavia il doppio del dolore quando riceveranno danni. Il Campo Illimitato ospita anche potenti mostri NPC noti soltanto come "nemici". Tuttavia benché estremamente forti, il massimo dei punti che si ottengono una volta sconfitti è solo di 10 punti. Come spiegato i mostri sono un metodo ausiliario per ottenere facilmente dei punti senza dover combattere con gli altri Burst Linker. Essi vengono principalmente affrontati dai principianti che mettono piede nel campo illimitato per ottenere pochi punti e salire velocemente di livello. Ma più il Burst Linker salirà di livello più gli sarà difficile guadagnare i punti necessari a quello successivo. A complicare le cose vi è il trattato di legge di non aggressione dei Re di livello 9, che influenza i giocatori a non uscire dal proprio territorio della legione rimanendo nelle vicinanze a sfogarsi solo contro i mostri. Questo causò in molti Burst Linker una profonda frustrazione. A differenza degli scenari normali, il Campo Illimitato si estende all'infinito. L'ambiente cambia dopo un tempo preciso, mutandosi in luoghi differenti. I Re controllano a testa una parte del territorio, combattendosi tra di loro tramite guerre tra legioni per ottenerne di più. I Burst Linker sono impossibilitati ad uscire con i metodi normali come essere sconfitti in battaglia (riappariranno semplicemente dopo un'ora) o usare il comando Burst Out. Devono invece trovare i Punti Abbandono sparsi nell'area per disconnettersi. Secondo Haru se si trascorre una giornata intera accelerata nel mondo reale, passano circa tre anni nel Campo Illimitato. Mentre accelerato nel Campo Illimitato, il corpo di un Burst Linker rimane addormentato nel mondo reale.
Physical Burst
Questo comando permette a un Burst Linker di accelerare la sua mente di 10 volte per 3 secondi nel mondo reale, ovvero 30 secondi di accelerazione. Durante questo periodo ogni cosa si muove a velocità normale. Consuma 5 Punti Burst.
Physical Full Burst
Questo comando permette di accelerare sia mente che corpo di 100 volte e può essere usato solo dai Burst Linker di livello 9. Consuma il 99% dei Punti Burst dell'utilizzatore e gli provoca anche un danno fisico molto alto.
Armamento Avanzato
Equipaggiamento e armi che possono essere ottenuti e usati nei duelli di Brain Burst. Ci sono quattro modi per ottenerne uno: avendolo come parte dell'equipaggiamento iniziale, acquisendolo attraverso i bonus di salita di livello, usando Punti Burst per comprarlo nel Negozio e infine prenderlo da altri utilizzatori (sia tramite scambio con Direct Linking che tramite eliminazione di un avversario). Gli Armamenti Avanzati più famosi sono i Sette Archi, ognuno dei quali rappresenta una stella del Grande Carro. Alcuni di essi sono posseduti dai Re del Colore Puro.
Judgement Blow
Un'abilità posseduta dai Capi Legione che permette loro di disinstallare forzatamente il Brain Burst di un proprio sottoposto. Tuttavia può essere usata solo a distanza ravvicinata.
Sistema d'Incarnazione
Una tecnica che permette a un Burst Linker di ottenere abilità speciali, oltre a quelle del proprio avatar, piegando leggermente le leggi del mondo accelerato al proprio volere tramite un condizionamento mentale. È una caratteristica speciale conosciuta soltanto da pochi Burst Linker (tra cui i Capi Legione). Le abilità incarnate possono essere eseguite in qualsiasi momento a prescindere dall'indicatore delle mosse speciali, e si dividono in quattro categorie: attacchi a distanza, attacchi corpo a corpo, velocità aumentata e difesa rafforzata. I tipi di abilità incarnate che un Burst Linker può ottenere dipendono dalle proprietà del suo avatar, che sono determinate dalle cicatrici mentali che un Burst Linker possiede. La tecnica è tenuta segreta dai Capi Legione perché può far perdere a un Burst Linker il senso di sé e infine portare alla nascita di Chrome Disaster.
Brain Implant Chip
Un dispositivo illegale impiantato nel cervello che permette all'utilizzatore di connettersi alla rete senza usare il Neuro-Linker. Questo congegno è stato vietato tre anni dopo la sua introduzione, quando è stato scoperto che il rischio di hackerare il cervello era pericolosamente alto e che gli studenti erano in grado di usarlo per imbrogliare durante gli esami. Questo dispositivo permette ai Burst Linker di sfidare altri utilizzatori senza apparire sulla lista di sfida ma scompare quando il programma Brain Burst viene disinstallato forzatamente. Il Brain Implant Chip è stato uno sviluppo intermedio tra il "Nerve Gear", usato anni prima come mostrato in Sword Art Online, e l'attuale "Neuro-Linker".
Originatori
Sono conosciuti come la prima generazione di Burst Linker che non hanno genitori e coloro che hanno avuto il programma Brain Burst direttamente dal suo creatore. Alcuni dei re sono Originatori che Scarlet Rain considera come "veri mostri".

## Media

### Light novel
La serie è stata scritta da Reki Kawahara con le illustrazioni di HiMA. Il primo volume ha debuttato al quindicesimo Premio Dengeki Novel della ASCII Media Works nel 2008, vincendo il Grand Prize, e più tardi è stato messo in commercio il 10 febbraio 2009. All'8 agosto 2025 sono stati pubblicati in tutto ventotto volumi.
| Nº | Titolo italiano (traduzione letterale) Giapponese 「Kanji」 - Rōmaji          | Data di prima pubblicazione              | Data di prima pubblicazione |
| Nº | Titolo italiano (traduzione letterale) Giapponese 「Kanji」 - Rōmaji          | Giapponese                               |                             |
| 1  | Il ritorno di Kuroyukihime 「黒雪姫の帰還」 - Kuroyukihime no kikan           | 10 febbraio 2009 ISBN 978-4-04-867517-8  |                             |
| 2  | La principessa della tempesta cremisi 「紅の暴風姫」 - Kurenai no bōfūki      | 10 giugno 2009 ISBN 978-4-04-867843-8    |                             |
| 3  | Il predatore del crepuscolo 「夕闇の略奪者」 - Yūyami no ryakudatsusya        | 10 ottobre 2009 ISBN 978-4-04-868070-7   |                             |
| 4  | Volo verso un cielo blu 「蒼空への飛翔」 - Aozora e no hisyō                  | 10 febbraio 2010 ISBN 978-4-04-868327-2  |                             |
| 5  | Il ponte sospeso di luce stellare 「星影の浮き橋」 - Hoshikage no ukihashi    | 10 giugno 2010 ISBN 978-4-04-868593-1    |                             |
| 6  | La miko del fuoco sacro 「浄火の神子」 - Jōka no miko                         | 10 ottobre 2010 ISBN 978-4-04-868969-4   |                             |
| 7  | L'armatura della catastrofe 「災禍の鎧」 - Saika no yoroi                     | 10 febbraio 2011 ISBN 978-4-04-870276-8  |                             |
| 8  | Destiny, la stella binaria 「運命の連星」 - Unmei no rensei                   | 10 giugno 2011 ISBN 978-4-04-870550-9    |                             |
| 9  | Una preghiera di settemila anni 「七千年の祈り」 - Nanasennen no inori        | 10 ottobre 2011 ISBN 978-4-04-870954-5   |                             |
| 10 | Elementi 「Elements」                                                         | 10 dicembre 2011 ISBN 978-4-04-886241-7  |                             |
| 11 | Il lupo di carburo 「超硬の狼」 - Chōkō no ōkami                              | 10 aprile 2012 ISBN 978-4-04-886521-0    |                             |
| 12 | Emblema rosso 「赤の紋章」 - Aka no monshō                                    | 10 agosto 2012 ISBN 978-4-04-886795-5    |                             |
| 13 | Il faro sulla riva 「水際の号火」 - Mizugiwa no gōka                          | 10 febbraio 2013 ISBN 978-4-04-891330-0  |                             |
| 14 | L'arcangelo della luce tempestosa 「激光の大天使」 - Gekkō no daitenshi       | 7 giugno 2013 ISBN 978-4-04-891608-0     |                             |
| 15 | Fine e inizio 「終わりと始まり」 - Owari to hajimari                          | 10 ottobre 2013 ISBN 978-4-04-866005-1   |                             |
| 16 | Il sonno di Shirayukihime 「白雪姫の微睡」 - Shirayukihime no madoromi        | 8 febbraio 2014 ISBN 978-4-04-866320-5   |                             |
| 17 | La culla delle stelle 「星の揺りかご」 - Hoshi no yurikago                    | 10 ottobre 2014 ISBN 978-4-04-866936-8   |                             |
| 18 | La spadaccina dalle due lame nere 「黒の双剣士」 - Kuro no sōkenshi           | 10 giugno 2015 ISBN 978-4-04-865189-9    |                             |
| 19 | L'attrattiva dei Nega Nebulus 「暗黒星雲の引力」 - Nega Nebulus no inryoku    | 10 ottobre 2015 ISBN 978-4-04-865438-8   |                             |
| 20 | Rivalità tra bianco e nero 「白と黒の相剋」 - Shiro to kuro no sōkoku         | 10 giugno 2016 ISBN 978-4-04-892115-2    |                             |
| 21 | La fata delle nevi 「雪の妖精」 - Yuki no yōsei                               | 10 dicembre 2016 ISBN 978-4-04-892390-3  |                             |
| 22 | Il dio del sole dalla fiamma infinita 「絶焔の太陽神」 - Zetsuen no taiyōshin | 10 novembre 2017 ISBN 978-4-04-893465-7  |                             |
| 23 | La confessione di Kuroyukihime 「黒雪姫の告白」 - Kuroyukihime no kokuhaku    | 7 settembre 2018 ISBN 978-4-04-893917-1  |                             |
| 24 | Spada salvia del fiore blu 「青華の剣仙」 - Seika no kensen                   | 10 agosto 2019 ISBN 978-4-04-912676-1    |                             |
| 25 | Dio della morte 「終焉の巨神」 - Shūen no kyoshin                             | 10 settembre 2020 ISBN 978-4-04-913440-7 |                             |
| 26 | Il conquistatore del cielo 「裂天の征服者」 - Retten no seifuku-sha           | 10 marzo 2022 ISBN 978-4-04-914133-7     |                             |
| 27 | Quarta accelerazione 「第四の加速」 - Daishi no kasoku                        | 8 marzo 2024 ISBN 978-4-04-915389-7      |                             |
| 28 | Dea della notte 「夜の女神」 - Yoru no megami                                 | 8 agosto 2025 ISBN 978-4-04-916467-1     |                             |

### Manga
Un adattamento manga, disegnato da Hiroyuki Aigamo, è stato serializzato sul numero di maggio 2010 della rivista Dengeki Bunko Magazine della ASCII Media Works. Otto volumi tankōbon sono stati pubblicati tra il 27 luglio 2011 e il 27 luglio 2017. Un manga yonkoma, intitolato Axel World (あくちぇる・わーるど。?, Akucheru Wārudo) ed illustrato da Ryuryū Akari, ha cominciato ad essere serializzato contemporaneamente sulla stessa rivista. Il primo volume è stato pubblicato il 27 luglio 2011 ed entro il 27 luglio 2016 ne sono stati pubblicati cinque in tutto. Un altro manga basato sulla serie, dal titolo Accel World / Dural: magisa garden (アクセル・ワールド／デュラル マギサ・ガーデン?, Akuseru Wārudo / Duraru magisa gāden), è stato serializzato su Dengeki Daioh della ASCII Media Works dal 27 gennaio 2012 al 27 giugno 2017. I capitoli sono stati raccolti in otto volumi pubblicati tra il 27 agosto 2012 e il 26 agosto 2017.

#### Accel World
| Nº | Data di prima pubblicazione | Data di prima pubblicazione | Data di prima pubblicazione |
| Nº | Giapponese                  | Giapponese                  |                             |
| -- | --------------------------- | --------------------------- | --------------------------- |
| 1  | 27 luglio 2011              | ISBN 978-4-04-870630-8      |                             |
| 2  | 27 luglio 2011              | ISBN 978-4-04-870634-6      |                             |
| 3  | 27 agosto 2012              | ISBN 978-4-04-886421-3      |                             |
| 4  | 27 febbraio 2013            | ISBN 978-4-04-891398-0      |                             |
| 5  | 27 febbraio 2014            | ISBN 978-4-04-866389-2      |                             |
| 6  | 27 febbraio 2015            | ISBN 978-4-04-869286-1      |                             |
| 7  | 27 luglio 2016              | ISBN 978-4-04-892107-7      |                             |
| 8  | 27 luglio 2017              | ISBN 978-4-04-893296-7      |                             |

#### Axel World
| Nº | Data di prima pubblicazione | Data di prima pubblicazione | Data di prima pubblicazione |
| Nº | Giapponese                  | Giapponese                  |                             |
| -- | --------------------------- | --------------------------- | --------------------------- |
| 1  | 27 luglio 2011              | ISBN 978-4-04-870619-3      |                             |
| 2  | 27 agosto 2012              | ISBN 978-4-04-886808-2      |                             |
| 3  | 26 ottobre 2013             | ISBN 978-4-04-866082-2      |                             |
| 4  | 27 marzo 2015               | ISBN 978-4-04-869342-4      |                             |
| 5  | 27 luglio 2016              | ISBN 978-4-04-892108-4      |                             |

#### Accel World / Dural: magisa garden
| Nº | Data di prima pubblicazione | Data di prima pubblicazione | Data di prima pubblicazione |
| Nº | Giapponese                  | Giapponese                  |                             |
| -- | --------------------------- | --------------------------- | --------------------------- |
| 1  | 27 agosto 2012              | ISBN 978-4-04-886934-8      |                             |
| 2  | 27 aprile 2013              | ISBN 978-4-04-891617-2      |                             |
| 3  | 27 gennaio 2014             | ISBN 978-4-04-866238-3      |                             |
| 4  | 27 settembre 2014           | ISBN 978-4-04-866839-2      |                             |
| 5  | 27 maggio 2015              | ISBN 978-4-04-865110-3      |                             |
| 6  | 27 gennaio 2016             | ISBN 978-4-04-865650-4      |                             |
| 7  | 27 settembre 2016           | ISBN 978-4-04-892295-1      |                             |
| 8  | 26 agosto 2017              | ISBN 978-4-04-893241-7      |                             |

### Anime
Una serie televisiva anime, prodotta dalla Sunrise, è stata trasmessa in Giappone dal 6 aprile al 21 settembre 2012. Le sigle di apertura e chiusura sono rispettivamente Chase the world di May'n e →unfinished→ di Kotoko, per poi cambiare dall'episodio quattordici in poi in Burst the Gravity di Altima e Unite (ユナイト?, Yunaito) di Sachika Misawa. Le aziende produttrici della serie sono Warner Home Video, ASCII Media Works, Namco Bandai Games, Sunrise e Genco. La Viz Media ha annunciato la trasmissione della serie in streaming, sottotitolata in lingua inglese, su Hulu il 6 aprile 2012. Un film d'animazione dal titolo Accel World: Infinite Burst, annunciato in occasione del festival autunnale della Dengeki Bunko nel 2015, è uscito nei cinema giapponesi il 23 luglio 2016.

### Videogiochi
Due videogiochi basati sulla serie sono stati prodotti dalla Banpresto e pubblicati dalla Namco Bandai Games per PlayStation 3 e PlayStation Portable. Il primo di questi, intitolato Accel World: ginyoku no kakusei (アクセル・ワールド ─銀翼の覚醒─?, Akuseru Wārudo ginyoku no kakusei, lett. «Accel World: il risveglio delle ali argentate»), è stato pubblicato in Giappone il 13 settembre 2012. Il secondo, Accel World: kasoku no chōten (アクセル・ワールド ─加速の頂点─?, Akuseru Wārudo kasoku no chōten, lett. «Accel World: il massimo dell'accelerazione»), è stato messo in vendita invece il 31 gennaio 2013. Le versioni in edizione limitata di questi giochi hanno incluso un OAV della serie anime (in Blu-ray Disc per la versione PS3, DVD per quella PSP). Inoltre, nel gioco Z.H.P. Unlosing Ranger VS Darkdeath Evilman per PSP può essere sbloccato il costume di Silver Crow, mentre in Sword Art Online: Lost Song uno dei personaggi sbloccabili, nonché nemico da sconfiggere, è Black Lotus.
Per PlayStation 4 e PS Vita l'8 agosto 2017 è uscito Accel World Vs. Sword Art Online: Millennium Twilight, in cui i personaggi di Accel World e di SAO collaborano.

## Accoglienza
Rebecca Silverman di Anime News Network ha recensito la serie anime e ha dato una valutazione di A- alla storia, affermando che presentava una base simile a quella di Sword Art Online ma con dei personaggi migliorati. Richard Eisenbeis di Kotaku ha elogiato la serie animata per la sua storia ben congegnata, il protagonista riconoscibile e il grande protagonista cattivo, ma ha criticato il suo terzo arco narrativo.